# Ilha da Conceição
A Ilha da Conceição é um bairro da Zona Norte do município de Niterói, estado do Rio de Janeiro, no Brasil. Atualmente é o principal polo metalúrgico naval de Niterói. Abriga também parte da indústria pesqueira do município. Conta com um acesso pelo lado de terra.
Na ilha existem duas instituições de ensino público:
- E. M. Maestro Heitor Villa-Lobos, atendendo o Ensino Fundamental; e ensino medio.
- C. E. Zuleika Raposo Valladares, atendendo o Ensino Médio, Ensino Fundamental, e EJA.[2]

Além destas, a comunidade conta ainda com uma escola particular, uma creche, e dois clubes: o "Azul e Branco" e o "Luzitano". E o Centro Social Urbano (CSU).
Hoje com a industrialização e com a instalação de fabricas, o bairro oferece várias vagas de emprego. O bairro passa por grande pesadelo em termos de trânsito, devido ao intenso fluxo de veículos, uma vez que existe praticamente uma via para acesso. É tranquilo e contém uma grande diversidade de comércios específicos.

## História
No passado, a Ilha da Conceição era composta apenas por uma fazenda e uma capela, com data de 1711. Posteriormente, a capela foi derrubada sob a justificativa do padre da época de que a mesma precisava ser reformada. A medida que a construção da nova igreja ia sendo realizada, as paredes das antigas vinham abaixo, o que causava uma forte discussão entre os moradores do local. Hoje em dia, a capela se transformou na Igreja da Nossa Senhora da Conceição. A sede da  fazenda se localizava onde hoje se encontra o CSU (Centro Social Urbano).
A Ilha da Conceição que se vê hoje em dia é a junção de duas ilhas que, dependendo da maré, podiam unir-se ou se separar por um canal navegável, sendo formada geomorfologicamente por três morros principais. A primeira ilha, onde se encontrava o Morro da Fábrica, situa-se na atual entrada do bairro, cujo nome deve-se a existência de uma fábrica de álcool-motor, depois transformada em fábrica de doce e por último transformada em fábrica de sardinha, sendo posteriormente desativada. A segunda ilha, área da Leopoldina, era formada pelo Morro do MIC, antigo morro da Wilson Sons, e pelo Morro da Capela. Com a construção do Porto de Niterói, foi-se aterrada a ligação entre as duas ilhas.

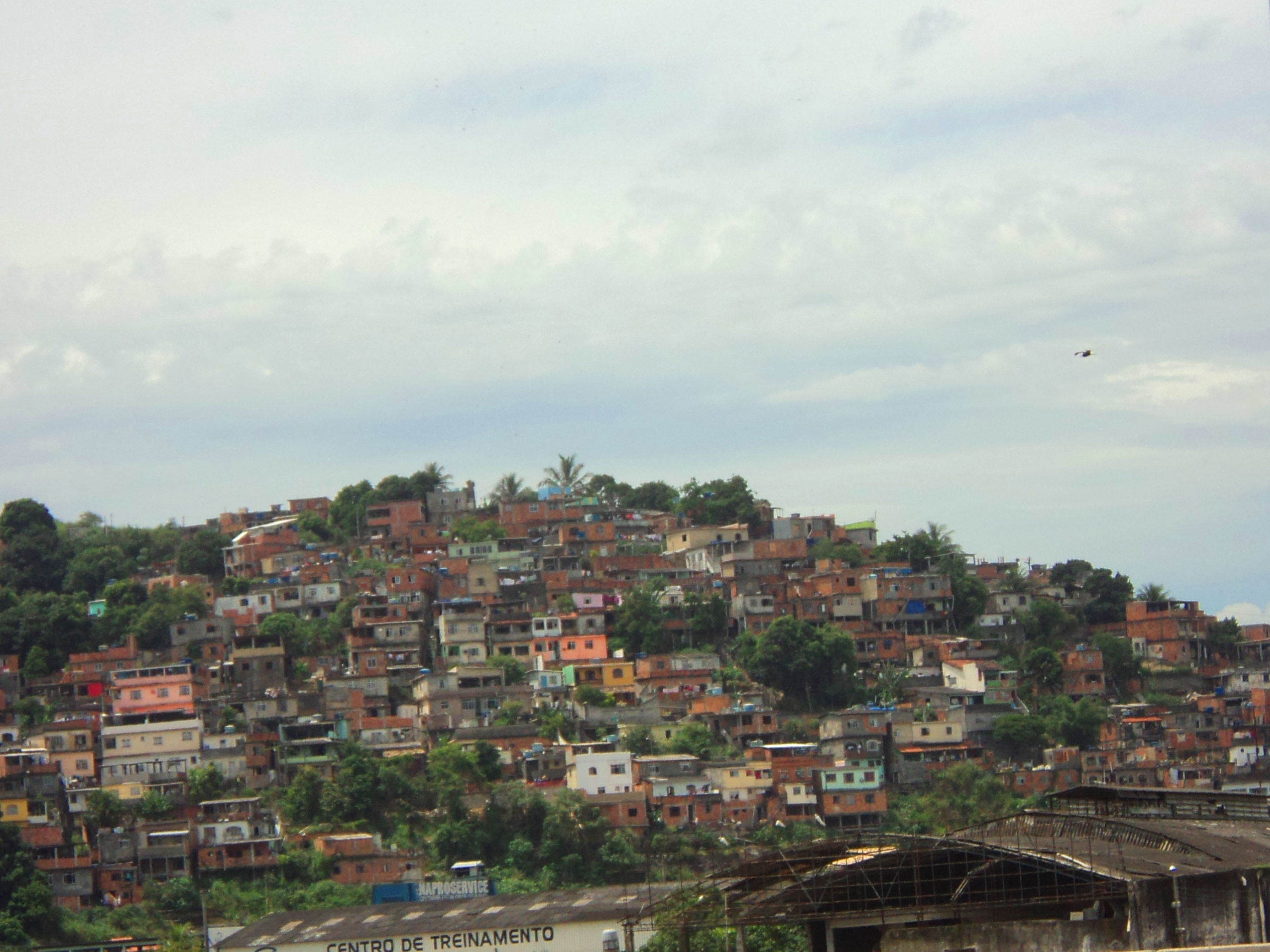
Morro do MIC - Ilha da Conceição.

Nas propriedades que pertenciam a empresa Leopoldina Railway, que chegou a ilha em 1908, um estaleiro do Lloyd Brasileiro, e uma empresa inglesa a Wilson Sons, que fornecia da própria ilha  pedras para lastro de navios, para a construção de cais e, também, carvão para navios e locomotivas foram construidos.
A Leopoldina Railway, tinha bastante interesse pela ilha, principalmente para a instalação de um terminal de carvão junto a seu cais. O terminal ferroviário de Niterói construído em 1930, junto ao Porto de Niterói,  a Leopoldina Railway aspirava construir uma linha férrea ligando os dois lados da ilha, para transporte de carvão, mas o acabou sendo feita então pelo mar.
Nas décadas de 20 e 30 com imigrantes portugueses trazidos para trabalharem nas suas usinas de carvão pela empresa Wilson Sons, iniciando assim a ocupação efetiva da ilha. Os trabalhadores ocuparam casas de pau-a-pique no terreno da Leopoldina Railway, que não permitia construções em alvenaria. Esta ocupação era permitida pela empresa, que cobrava um pequeno aluguel, sem a preocupação em inibi-las ou  oficializá-las por contrato. Com essa facilidade os pescadores, operários navais, ferroviários e principalmente portugueses, mudaram-se para a Ilha, inclusive houve a chegada de mais imigrantes portugueses. Mas com o tempo a Leopoldina Railway veio a ceder as construções em alvenaria, construções essas realizadas pelos próprios moradores da Ilha.
Em 1958, com a conclusão da ligação ao continente, foi aberta a principal rua da ilha, a Mário Neves, pela Companhia Nacional de Saneamento que tinha interesse na área. Deu-se então, a ocupação da orla da Ilha, principalmente pelas indústrias navais, acabando dessa forma com os banhos de mar dos moradores, já prejudicados pela poluição causada pela criação de suínos em liberdade, intensa à época.

## Geografia
A Ilha da Conceição possui uma área de 0,98 km² e uma população de cerca de 5,776 habitantes segundo censo 2010 IBGE. Representa 1,18% da população do município de Niterói.

## Igreja Nossa Senhora da Conceição
Principal imagem hoje da Ilha, igreja católica que leva o nome da santa padroeira da ilha. O primeiro padre específico para a paróquia da Ilha chega em 1968. Até então os casamentos, batizados e demais serviços religiosos eram feitos pelo pároco do Barreto.